# Seven Days (film, 2007)
Pour les articles homonymes, voir Seven Days.
Pour plus de détails, voir Fiche technique et Distribution.
Seven Days (세븐 데이즈) est un film sud-coréen réalisé par Won Shin-yeon, sorti en 2007.

## Synopsis
Yu Ji-yeon est une brillante avocate. Un jour, sa fille enlevée et le ravisseur veut la contraindre à défendre un criminel multi-récidiviste.

## Fiche technique
- Titre : Seven Days
- Titre original : 세븐 데이즈
- Réalisation : Won Shin-yeon
- Scénario : Won Shin-yeon et Yun Je-gu
- Musique : Kim Jun-seong
- Photographie : Choi Young-hwan
- Montage : Shin Min-kyeong
- Production : Im Cheong-geun et Lee Seo-yull
- Société de production : Prime Entertainment
- Pays :  Corée du Sud
- Genre : Drame et thriller
- Durée : 125 minutes
- Dates de sortie : 
  -  Corée du Sud : 14 novembre 2007

## Distribution
- Kim Yun-jin : Yu Ji-yeon
- Kim Mi-sook : Han Suk-hie
- Park Hee-soon : Kim Sung-yol
- Choi Moo-seong : Jeong Cheol-jin
- Jang Hang-seon : Sa Mu-jang
- Yang Jin-woo : Kang Ji-won
- Jung Dong-hwan : Kang Sang-man
- Shin Hyun-jong : le président Oh
- Oh Kwang-rok : Yang Chang-gu
- Ok Ji-young : Choi Kyeong-guk

## Distinctions
Le film a été nommé pour cinq Blue Dragon Film Awards et a remporté celui du meilleur second rôle masculin pour Park Hee-soon.